# Capitan (Nouveau-Mexique)
Pour les articles homonymes, voir Capitan.
La ville de Capitan est située dans le comté de Lincoln, dans l’État du Nouveau-Mexique, aux États-Unis, entre les monts Capitan et les monts Sacramento. Sa population s’élevait à 1 489 habitants lors du recensement de 2010, estimée à 1 431 habitants en 2019.

## Histoire
Capitan a été fondée dans les années 1890 et incorporée en 1941.

## Démographie
| Groupe            | Capitan | Nouveau-Mexique | États-Unis |
| ----------------- | ------- | --------------- | ---------- |
| Blancs            | 84,4    | 68,4            | 72,4       |
| Autres            | 10,9    | 16,5            | 11,0       |
| Métis             | 3,4     | 3,8             | 2,9        |
| Amérindiens       | 0,9     | 9,4             | 0,9        |
| Afro-Américains   | 0,5     | 2,1             | 12,6       |
| Total             | 100     | 100             | 100        |
|                   |         |                 |            |
| Latino-Américains | 24,8    | 46,3            | 16,7       |

Selon l'American Community Survey, pour la période 2011-2015, 76,39 % de la population âgée de plus de 5 ans déclare parler l'anglais à la maison, 22,98 % l'espagnol, 0,63 % une autre langue.

## Tourisme
Dans la rue principale se trouve le Smokey Bear Museum, un musée consacré à Smokey Bear, la mascotte du Service des forêts des États-Unis chargée de sensibiliser le public américain à la lutte contre les feux de forêt.

## Source
- (en) Cet article est partiellement ou en totalité issu de l’article de Wikipédia en anglais intitulé « Capitan, New Mexico » (voir la liste des auteurs).

1. ↑  (en) « Population and Housing Unit Estimates », United States Census Bureau, 24 mai 2020 (consulté le 27 mai 2020)
2. ↑  (en) « Census of Population and Housing », Census.gov (consulté le 4 juin 2015)
3. ↑  (en) « Population of Capitan, NM - Census 2010 and 2000 », sur censusviewer.com (consulté le 4 mars 2016).
4. ↑  (en) « Population of New Mexico - Census 2010 and 2000 », sur censusviewer.com (consulté le 28 mai 2017).
5. ↑  (en) « American FactFinder - Results », sur factfinder.census.gov.